# ケリー・ブレイジャー
ケリー・ブレイジャー（Kelly Brazier、1989年10月28日 - ）は、ニュージーランドの女子ラグビーユニオン選手。

## プロフィール
- ニュージーランド・ダニーデン出身[1]。
- ポジションはセンター(CTB)。
- 身長 173cm、体重 68kg
- ワールドカップ2010・2014・2017のニュージーランド代表に選ばれた。

## 略歴
2013年、ニュージーランドの2013年女子最優秀選手に選ばれた。
2016年、リオ五輪の7人制女子ニュージーランド代表に選ばれて銀メダルを獲得。
そして2021年、東京五輪の7人制女子ニュージーランド代表に選ばれて金メダル獲得。